# Stadio Olimpico (Rom)
 For alternative betydninger, se Stadio Olimpico. (Se også artikler, som begynder med Stadio Olimpico)
41°56′2″N 12°27′17″Ø / 41.93389°N 12.45472°Ø
Stadio Olimpico er hovedarenaen for idræt i Rom. Byggeriet startede i 1928, og i 1936 blev det officielt åbnet. Stadionet har en publikumskapacitet på 72.698.
Arenaen fungerer som hjemmebane for to af byens fodboldklubber, AS Roma og S.S. Lazio. Stadionet benyttes også til atletikarrangementer og blev benyttet under både sommer-OL i 1960 og under VM i atletik 1987. Stadionet blev også brugt, da Italien arrangerede VM i fodbold i 1990. UEFA Champions League finalen 2009 blev spillet på dette stadion.